# ديفيد هولت (سياسي)
ديفيد هولت (بالإنجليزية: David Holt)‏ هو سياسي أمريكي، ولد في 10 مارس 1979 في أوكلاهوما سيتي في الولايات المتحدة. حزبياً، نشط في الحزب الجمهوري. وقد انتخب عضو مجلس ولاية أوكلاهوما.

## وصلات خارجية
- الموقع الرسمي